# Klosterkirche St. Benedikt (Olinda)

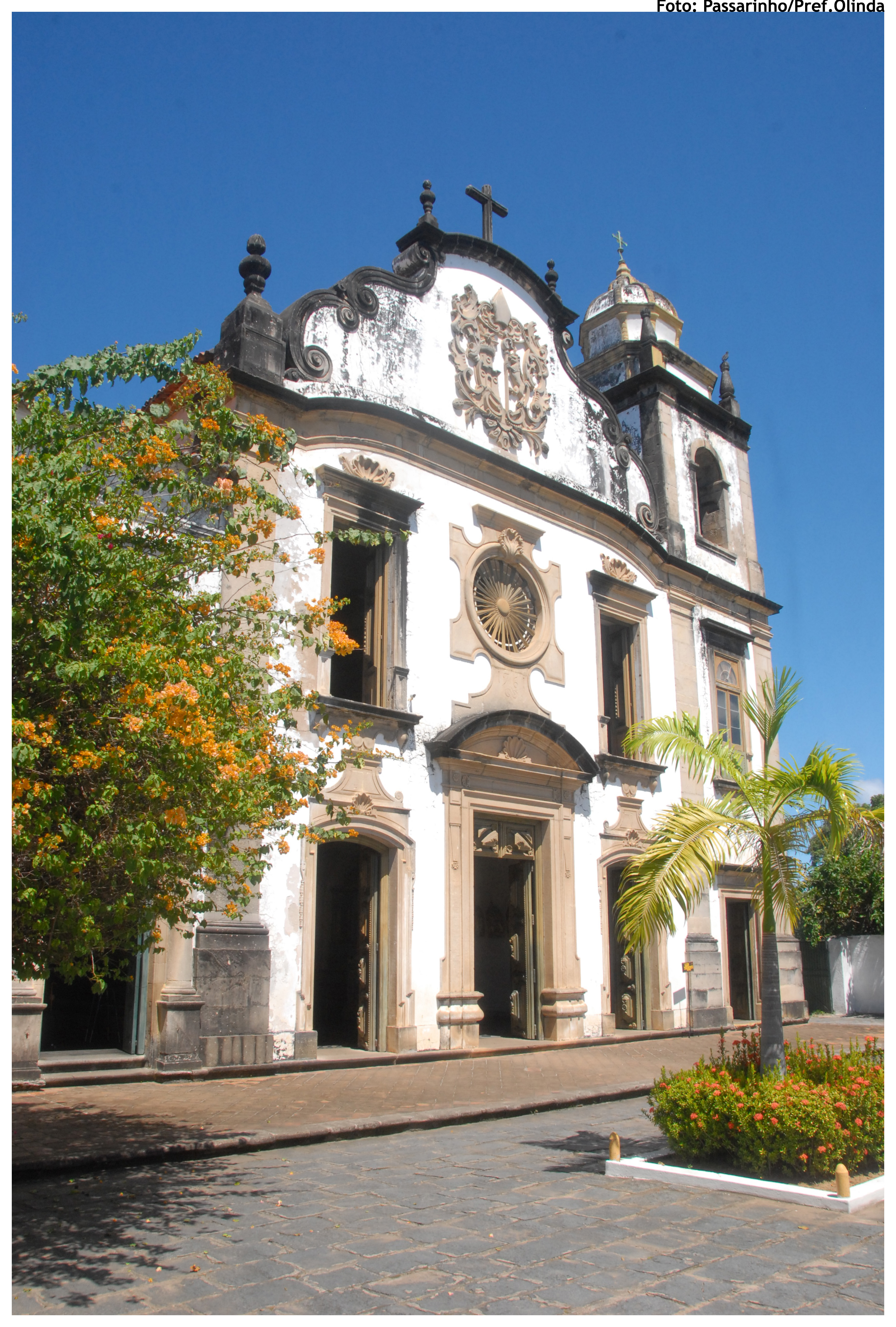
Fassade der Klosterkirche

Die Klosterkirche St. Benedikt (portugiesisch São Bento) ist die Abteikirche der Benediktinerabtei São Bento in Olinda, Pernambuco, Brasilien. Sie ist nach Benedikt von Nursia benannt und Teil des Klosters São Bento, das einen wichtigen barocken architektonischen Komplex darstellt. Er wird als nationales Kulturerbe aufgeführt und ist zusammen mit einem Großteil des historischen Stadtkerns seit 1982 auch Teil des UNESCO-Welterbes.

## Geschichte
Die Gründung des Klosters São Bento und der zugehörigen Kirche gehen auf die portugiesische Kolonialzeit zurück. Der Benediktiner-Orden kam 1586 in das Kapitanat Pernambuco, dem heutigen gleichnamigen Bundesstaat. Zunächst nutzten sie die kleine Kirche von São João Batista dos Militares und wurden dann in die kleine Eremitage von Nossa Senhora do Monte gebracht, eine der ältesten Kirchen Brasiliens. 1597 erwarben die Mönche Grundstücke und begannen mit dem Bau des Klosters.
Das erste Kloster wurde 1599 fertiggestellt, wurde jedoch bald zerstört, als 1631 ein durch die niederländische Invasion ausgelöster Brand die Stadt zerstörte. Das Kloster wurde bald wiederaufgebaut, 1656 wieder in Betrieb genommen und später erweitert. Einige Innenräume des Klosters sind mit kostbaren Möbeln und beeindruckenden Kunstwerken, etwa Gemälden von Episoden aus dem Leben des Hl. Benedikt, Porträts ehemaliger Äbte und Meister des Benediktinerordens des Landes. 

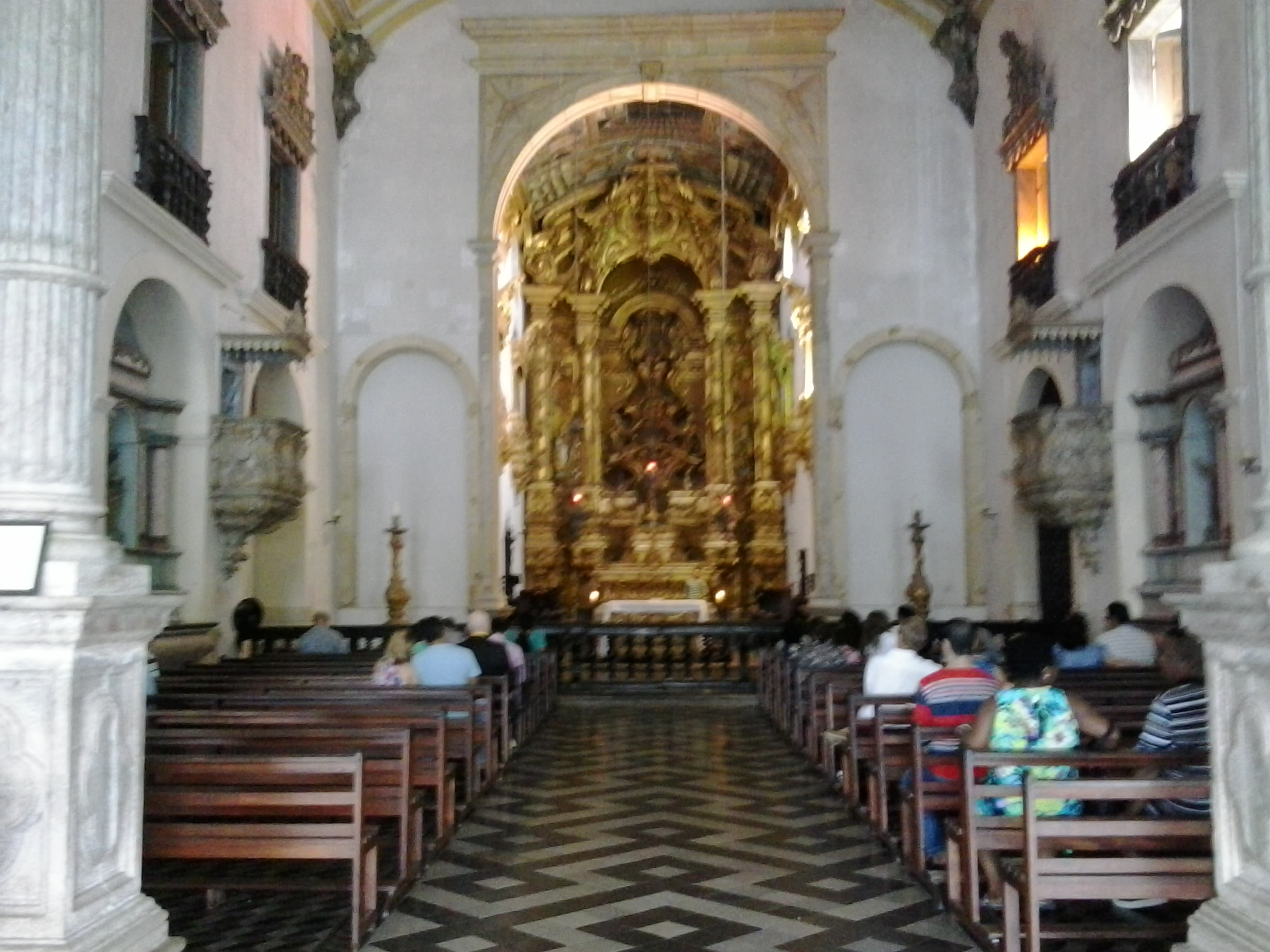
Innenraum der Kirche

## Kirche
Der Bau der heutigen St.-Benedikt-Kirche begann um 1660 nach dem Brand des alten Komplexes und wurde 1761 abgeschlossen. Die Kirche wurde nach dem Vorbild des Klosters Tibães in Portugal gestaltet, aus dem die brasilianischen Benediktiner stammen. Die Fassade, die vom Baumeister Francisco Nunes Soares entworfen wurde, ist ein nüchterner Risalit. Sie hat drei geschnitzte Holztüren, Formteile aus Steinen mit Schleifen. Die zentrale Tür ist höher, über ihr befindet sich ein rundes Fenster, über den Nebeneingängen hohe rechteckige. Der Giebel mit Voluten zeigt das Wappen der Benediktinergemeinschaft von Valladolid, das später auch das Wappen der Benediktinergemeinschaft von Portugal war, und die auch die Benediktinergemeinschaft von Brasilien übernahm. Auf der rechten Seite befindet sich ein quadratischer Glockenturm.
Wichtigster Teil der Kirchenausstattung ist der prächtige, vollständig vergoldete Hochaltar aus Zedernholz, der zwischen 1783 und 1786 erbaut wurde und eines der schönsten und bedeutendsten Beispiele für vergoldete Schnitzereien in Brasilien ist. In der Mitte befindet sich das Bild des hl. Benedikt, flankiert von Gregor dem Großen und St. Scholastica. 1860 wurde eine Überarbeitung mit neuer Vergoldung vorgenommen. 2001 wurde von der Joaquim Nabuco-Stiftung völlig demontiert und restauriert. Im Jahr 2002 wurde kontrovers diskutiert, als er in New York als Hauptanziehungspunkt der Ausstellung Brasil de Corpo e Alma im Solomon R. Guggenheim Museum ausgestellt wurde. Die Decke der Chors ist mit einem großen Gemälde geschmückt, das den Tod des Ordensgründers darstellt, wie aus dem zweiten Buch der Dialoge des hl. Gregor des Großen hervorgeht. An derselben Decke hängen drei silberne Lampen aus dem achtzehnten Jahrhundert.
Gleich oberhalb einer Tür auf der linken Seite des Querschiffs ist ein Gemälde der italienischen Schule aus dem 14. Jahrhundert erhalten, das den heiligen Sebastian zeigt und Ende des 19. Jahrhunderts in das Kloster gebracht wurde.
Das Kirchenschiff besitzt zwei Kanzeln und Seitenaltäre mit Bildern aus dem 18. Jahrhundert. Im oberen Chor befindet sich ein lebensgroßes Bild des gekreuzigten Christus mit einer Aura, umgeben von Engeln.
Die Sakristei ist eine der reichsten in Olinda. Sie ist ausgestattet mit aus Zedernholz geschnitzten Möbeln, dekoriert mit Kristallspiegeln und Wandpaneelen. Die Decke zeigt das Leben des hl. Benedikt, Werke, die José Eloy da Conceição um 1785 ausgeführt hat. In einer großen Nische befindet sich eine große Toilette aus polychromem Marmor, die in Estremoz in Portugal hergestellt wurde. Andere wichtige Stücke sind ein goldgerahmtes Altarbild und eine Tafel mit der Muttergottes.
1998 wurde die Kirche St. Benedikt von Papst Johannes Paul II. in den Rang einer Basilika minor erhoben.